# Ahsan Ramzan
Ahsan Ramzan (* 14. August 2005 in Lahore, Punjab) ist ein pakistanischer Snookerspieler, der die Amateurweltmeisterschaft 2021 gewinnen konnte.

## Karriere
Ramzan wurde im Sommer 2005 in der Großstadt Lahore geboren. Als er vier Jahre alt war, starb seine Mutter, 2018 verstarb auch sein Vater. Seit 2011 spielt er regelmäßig Snooker und konnte sich dabei sukzessive verbessern. Als Achtklässler beendete er seine Schullaufbahn, um sich vollständig auf eine Snooker-Karriere konzentrieren zu können. 2019 spielte er im Training ein erstes Maximum Break und wurde noch im selben Jahr pakistanischer U16-Meister. In den nächsten Jahren gewann er weitere Juniorenmeisterschaften. 2020 nahm er erstmals an der pakistanischen Meisterschaft der Herren teil, schied aber in der Gruppenphase aus. Im nächsten Jahr erreichte er überraschend das Finale des Turnieres und verlor mit 6:7 nur knapp gegen Muhammad Sajjad. Infolgedessen erhielt er die Erlaubnis, Pakistan bei verschiedenen internationalen Turnieren zu repräsentieren.
Vor diesem Hintergrund gelang Ramzan im März 2022 sein Durchbruch. Zunächst nahm er an der U21-Amateurweltmeisterschaft für 2021 teil, wo er zwar im Viertelfinale ausschied, aber erstmals in einem Turnier-Spiel ein Maximum Break spielte. Bei der anschließenden Amateurweltmeisterschaft der Herren für 2021 zog Ramzan ins Halbfinale ein, wo er sich mit einem knappen Sieg über seinen Landsmann Muhammad Asif für das Finale qualifizierte. Dort kürte er sich mit einem 6:5-Sieg über Amir Sarkhosh zum Amateurweltmeister. Mit gerade einmal 16 Jahren war Ramzan einer der jüngsten Sieger in der Geschichte der Amateurweltmeisterschaft und auch erst der dritte pakistanische Snooker-Amateurweltmeister. Sein Sieg erfuhr in Pakistan eine große mediale Aufmerksamkeit. Unter anderem gratulierten der pakistanische Präsident Arif Alvi, der ehemalige Squash-Weltmeister Jahangir Khan, der Philanthrop Ramzan Chhipa und verschiedene Cricketspieler wie Mohammad Hafeez. Der Gouverneur der Provinz Sindh, Imram Ismail, überreichte Ramzan einen Scheck von Höhe von 200.000 pakistanischen Rupee (mit dem Wechselkurs vom März 2022 1.080 Euro). Ferner garantierte ihm der Leiter der Defence Housing Authority, Karachi, für Ramzans „Bildung und Wohlbefinden“ zu sorgen.
Gleichzeitig qualifizierte er sich mit seinem Sieg bei der Amateurweltmeisterschaft für die World Games 2022. Zunächst erreichte er noch das Achtelfinale der Asienmeisterschaft. Bei den World Games war er nicht nur der jüngste Teilnehmer im Snooker-Wettbewerb, sondern auch noch der einzige Vertreter Pakistans bei den gesamten Spielen. Ramzan konnte zunächst den US-amerikanischen Meister Ahmed Aly Elsayed besiegen, schied dann aber im Viertelfinale gegen den späteren Sieger Cheung Ka Wai aus. Nach Achtelfinalteilnahmen bei den Asien- und Weltmeisterschaften im Six-Red-Snooker verlor er bei der Amateur-WM in der Runde der Letzten 32 gegen Robin Hull. Im Jahr darauf konnte Ramzan mit der U21-Asienmeisterschaft erneut einen Titel gewinnen. Im weiteren Verlauf des Jahres erreichte er bei der U21-WM das Viertelfinale, sowie bei der 6-Red-WM das Finale, welches er gegen Michael Georgiou verlor.

## Spielweise
Zu Ramzans Stärken gehört das Spielen und Lochen langer Bälle.

## Erfolge
| Ausgang         | Jahr | Turnier                              | Finalgegner            | Ergebnis |
| --------------- | ---- | ------------------------------------ | ---------------------- | -------- |
| Amateurturniere |      |                                      |                        |          |
| Zweiter         | 2021 | Pakistanische Snooker-Meisterschaft  | Muhammad Sajjad        | 6:7      |
| Sieger          | 2022 | IBSF-Snookerweltmeisterschaft Anm. 1 | Amir Sarkhosh          | 6:5      |
| Sieger          | 2023 | ACBS U21-Snookerasienmeisterschaft   | Milad Pourali Darehchi | 5:1      |
| Zweiter         | 2023 | IBSF 6-Red-Snooker-Weltmeisterschaft | Michael Georgiou       | 4:6      |